# Hypena pulverulenta
Hypena pulverulenta là một loài bướm đêm trong họ Erebidae.